# Remparts de Saint-Paul-de-Vence
Les remparts de Saint-Paul-de-Vence sont les remparts construits au  XVIe siècle situés à Saint-Paul-de-Vence (Alpes-Maritimes).

## Historique
La Provence est envahie par les troupes de Charles Quint à deux reprises. En 1524, la ville est investie par les troupes commandées par Charles de Bourbon, ancien connétable de France passé au service de Charles-Quint. En 1536, avec l'invasion de la Provence par les troupes impériales. Dans les deux cas, aucune défense n'avait permis d'arrêter les troupes impériales après le franchissement du Var.
En 1537, les habitants de Saint-Paul ont demandé à un mercenaire dénommé Rozato Melino Romain de faire des réparations sur les fortifications médiévales de la ville.
En août 1537, François Ier renouvelle dans son ordonnance de Fontainebleau son soutien à la ville royale de Saint-Paul et lui accorde des privilèges.
En juin 1538, François Ier est à Nice pour négocier la paix de Nice avec Charles-Quint, en présence du pape Paul III. Le roi de France logeait au château de Villeneuve-Loubet qui appartenait alors à Anne Lascaris, mère de Claude de Savoie, gouverneur de Provence, et belle-mère d'Anne de Montmorency (1493-1567), connétable de France. François Ier a visité Saint-Paul en leur compagnie, avec le maréchal d'Annebault et François de Bourbon-Vendôme, comte de Saint-Pol. Le but de cette visite devait être d'évaluer le site pour en faire un point de défense.
1543, reprise des combats entre François Ier et Charles-Quint. Échec du siège de Nice dont les défenses avaient été renforcées par le duc de Savoie Charles II vers 1520. Le 15 mars 1543, nomination comme viguier de Barthelemy Duport à la suite de la création de la viguerie de Saint-Paul. La ville est alors devenue une place-forte royale avec la prise de fonction du gouverneur Ugolin de Grimaldi.
Dans une lettre rédigée à Chambord, le 6 mars 1544, François Ier décide de fortifier les villes de Provence, dont Saint-Paul.
11 avril 1544, victoire des troupes françaises à la bataille de Cérisoles à laquelle ont participé des troupes de Saint-Paul. Dans la description de la ville de Saint-Paul et de ses fortifications que fait Vauban, il écrit : « La fortiffication de Saint Paul fut ordonnée par François Premier peu de temps après la bataille de Cérisolle... ». Par le traité de Cagne du 16 novembre 1544, François Ier rend les terres du comté de Nice encore occupées par les troupes françaises au duc de Savoie.
François Ier envoie, par lettres de commission, en 1544 et 1546, Jean de Saint-Rémy en Provence pour en rapporter « les portraitz et dessaing (des fortifications) pour les veoir et sur le tout oyr et entendre votre advis et rapport ». Le roi lui exprimait sa confiance et indiquait « que n'y pourrions envoyer personnage qui soyt pour mieux satisfaire à nostre desir volompté intentions que vous, par l'expérience et bonne intelligence que vous avez des fortifications ».
Les documents de cette époque notent que les travaux sont faits par Monsieur de Saint-Rémy. Les historiographes du XIXe siècle ont attribué par erreur ces travaux à François de Mandon de Saint-Rémy. Mais cela est impossible car il n'a commencé une carrière militaire que sous Henri II. Le véritable constructeur de l'enceinte bastionnée de Saint-Paul-de-Vence, sans partage avec des ingénieurs italiens, est Jean (de) Renaud, dit Saint Remy dans les archives, car né à Saint-Rémy-de-Provence. Nommé par François Ier comme commissaire aux fortifications pour commencer la "ceinture de fer" voulue par le roi pour protéger le royaume, il réalise, en partage avec des ingénieurs italiens, sa première enceinte bastionnée à Guise, en Picardie. Il poursuivra entre autres à Chalon-sur-Saône, Metz, Lyon et en Provence, à Antibes et Saint-Paul-de Vence.
Dans cette dernière ville, les travaux vont s'arrêter après la mort de François Ier, en juin 1547. Ils ont nécessité la destruction de dizaines de maisons et la participation de plusieurs centaines d'ouvriers amenant la pierre depuis la carrière de La Sine. Les travaux seront inachevés en partie: absence de cordon et de parapets. Un siècle plus tard, Vauban demandera à son adjoint Niquet de compléter ces travaux. Ils ne seront pas réalisés. L'enceinte de Saint-Paul, restée pratiquement intacte, demeure le seul témoin en France des premières villes bastionnées. Jean de Renaud continuera sa carrière d'ingénieur militaire auprès du roi Henri II. Après la brillante victoire remportée à Metz contre l'armée impériale de Charles Quint, il disparaîtra au siège de Saint-Quentin en 1557.
En 1589, les ligueurs hostiles à Henri IV occupent les places-fortes de Provence. Ils se sont alliés à Charles-Emmaniel Ier. Celui-ci va proposer à l'ingénieur Ascanio Vitozzi de faire un relevé des fortifications et de faire des propositions pour les améliorer. Grâce à cette demande, des plans de l'enceinte à cette époque nous sont parvenus. Vitozzi proposa de créer une petite citadelle à l'intérieur des fortifications. Ce projet n'a pas été réalisé. Par contre, les parapets ont dû être construits par les troupes savoyardes.
Le parti ligueur a nommé en 1593 Frédéric de Castellane, seigneur de Villeplane, gouverneur de Saint-Paul. Le 15 février 1596, il signe sa reddition de la place par un traité signé avec Charles de Lorraine, duc de Guise, ancien ligueur, nommé lieutenant général du roi en Provence par Henri IV. Villeplane restait gouverneur de Saint-Paul pour le roi. Ce traité prévoyait aussi la construction de tours « tant pour la fortification de ladicte ville que pour l'assurance de sa personne ». Ce projet n'a pas été réalisé.
La construction des fortifications d'Antibes ont fait perdre une partie de son intérêt militaire à la place-forte de Saint-Paul.
Au début de 1701, Vauban remet à Louis XIV et à Michel Le Peletier de Souzy son projet d'amélioration des fortifications de Saint-Paul dans lequel il critique l'enceinte de Saint-Paul, « bastie sur un très mauvais dessin, car il fallut pour l'exécuter abattre plus de la moitié des maisons de la ville, et avancer la place sous un commandement dont il faloit se reculer au lieu de s'en approcher... », et formule des réserves sur l'opportunité du projet. Antoine Niquet reprit le projet de Vauban et en fit un nouveau projet daté du 11 janvier 1705. Il proposait des améliorations dans les terrassements internes. Certaines de ces propositions ont été mises en œuvre après 1706. Des réparations ont été faites après le siège des Impériaux en juillet 1707. Des modifications ont été faites sur les flancs des deux demi-bastions du front sud et Antoine Niquet a ajouté des créneaux à l'ancienne tour-porte médiévale du front nord.
Paul-François de Lauzières d'Astier, directeur des fortifications, rédige deux avais, en avril et juin 1717 sur les réparations indispensables pour conserver Saint-Paul comme place de guerre. Depuis 1707, le maire était aussi la charge de gouverneur de la place et il avait fait des réparations économiques. Le directeur des fortifications s’enquiert en 1717 et 1724 de la stabilité des revêtements de la courtine ouest. Les consuls de la ville s'en inquiète à nouveau en 1746. L'ingénieur du génie, Légier du Plan, propose une réparation économique qui a permis de retarder l'effondrement de la courtine ouest jusqu'en 1805. La place est considérée de peu d'intérêt pour la défense de la frontière en 1746. Elle n'est plus considérée que comme un refuge de la population environnante en cas de guerre.
La place est officiellement déclassée sous le Premier Empire.
En 1829, des projets de réhabilitations sont proposés pour la défense de la frontière du Var. Le remontage de la brèche de la courtine ouest et la réparation de la courtine du front est, sont proposés en 1832. Ces travaux sont approuvés en novembre 1836 et réalisés en 1837.
Après l'annexion du comté de Nice à la France, en 1860, la place de Saint-Paul perd son intérêt militaire. Elle est déclassée officiellement en 1870. La municipalité de Saint-Paul a racheté l'enceinte aux domaines en 1872. Elle a été intégralement conservée jusqu'en 1910. La municipalité aménage alors des rampes pour améliorer les accès à la ville, en particulier en défonçant un flanc de l'orillon du bastion du Roi, au nord-est. Une nouvelle percée est faite en 1985 dans le flanc du bastion sud-ouest, ou bastion de Grignan.
Ce rempart a fait l’objet d’une inscription au titre des monuments historiques le 20 février 1945.

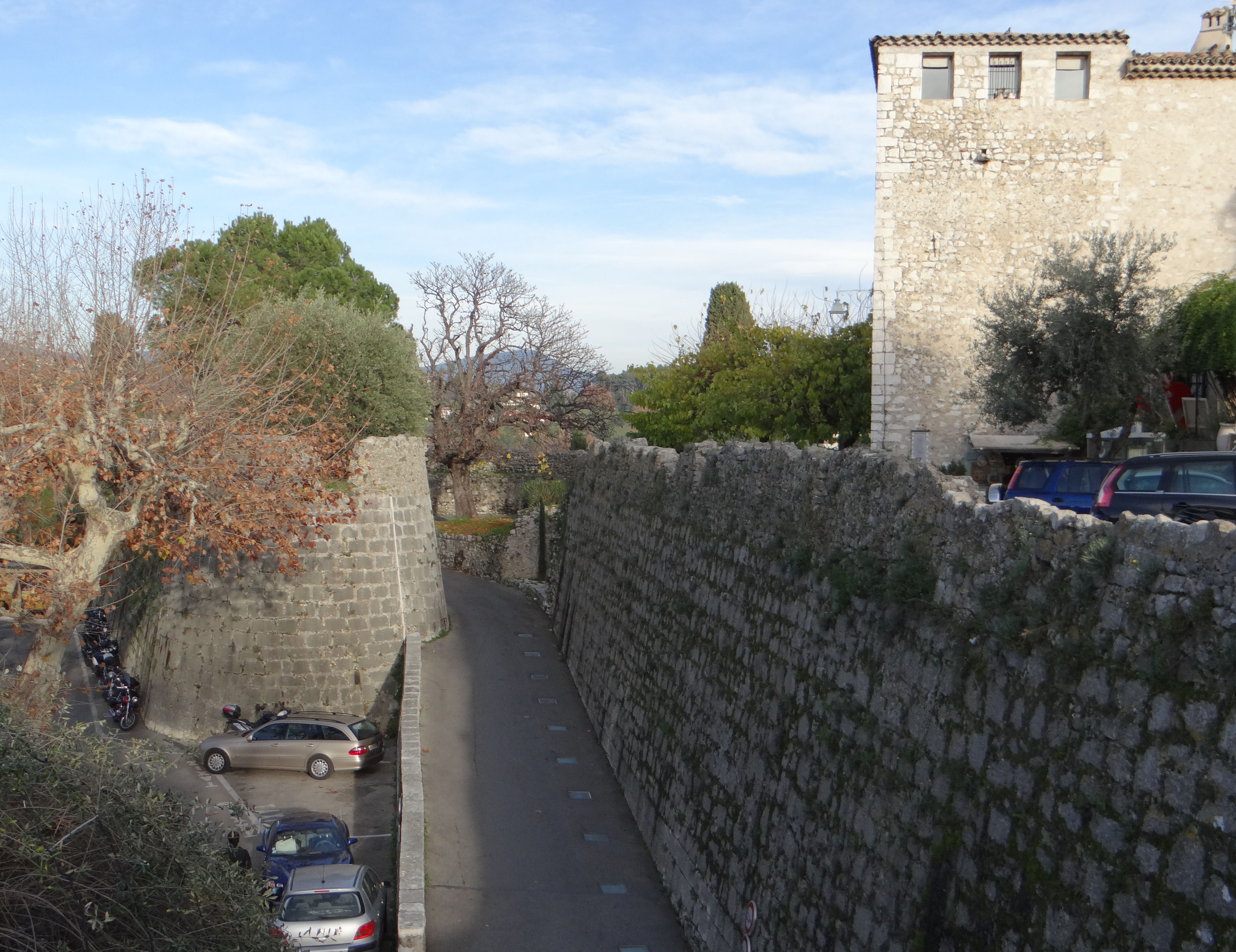
Bastion du roi avec la rampe réalisée en 1910 et une tour de l'enceinte médiévale
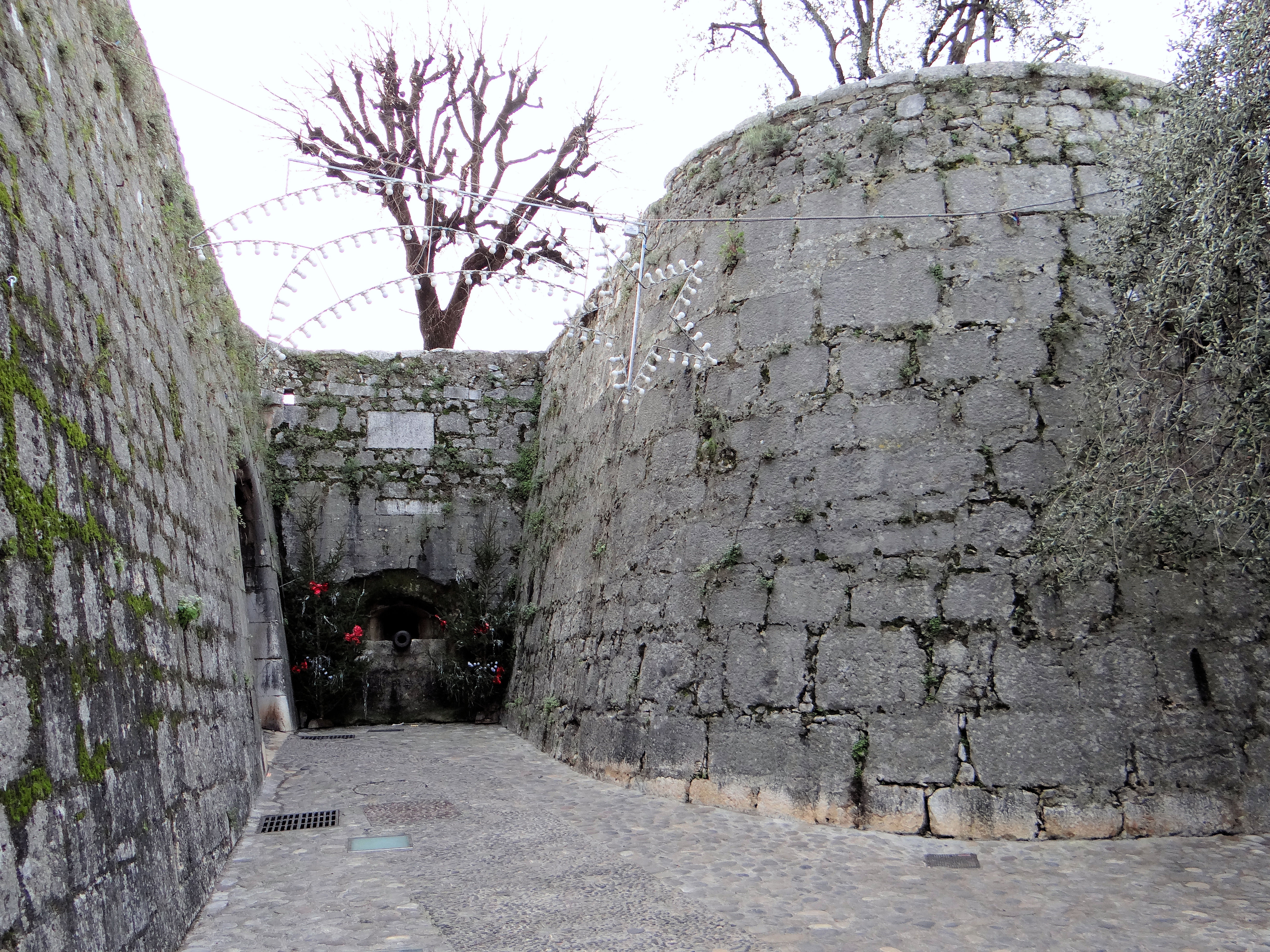
Bastion du Dauphin ou nord-ouest et l'accès à la porte nord
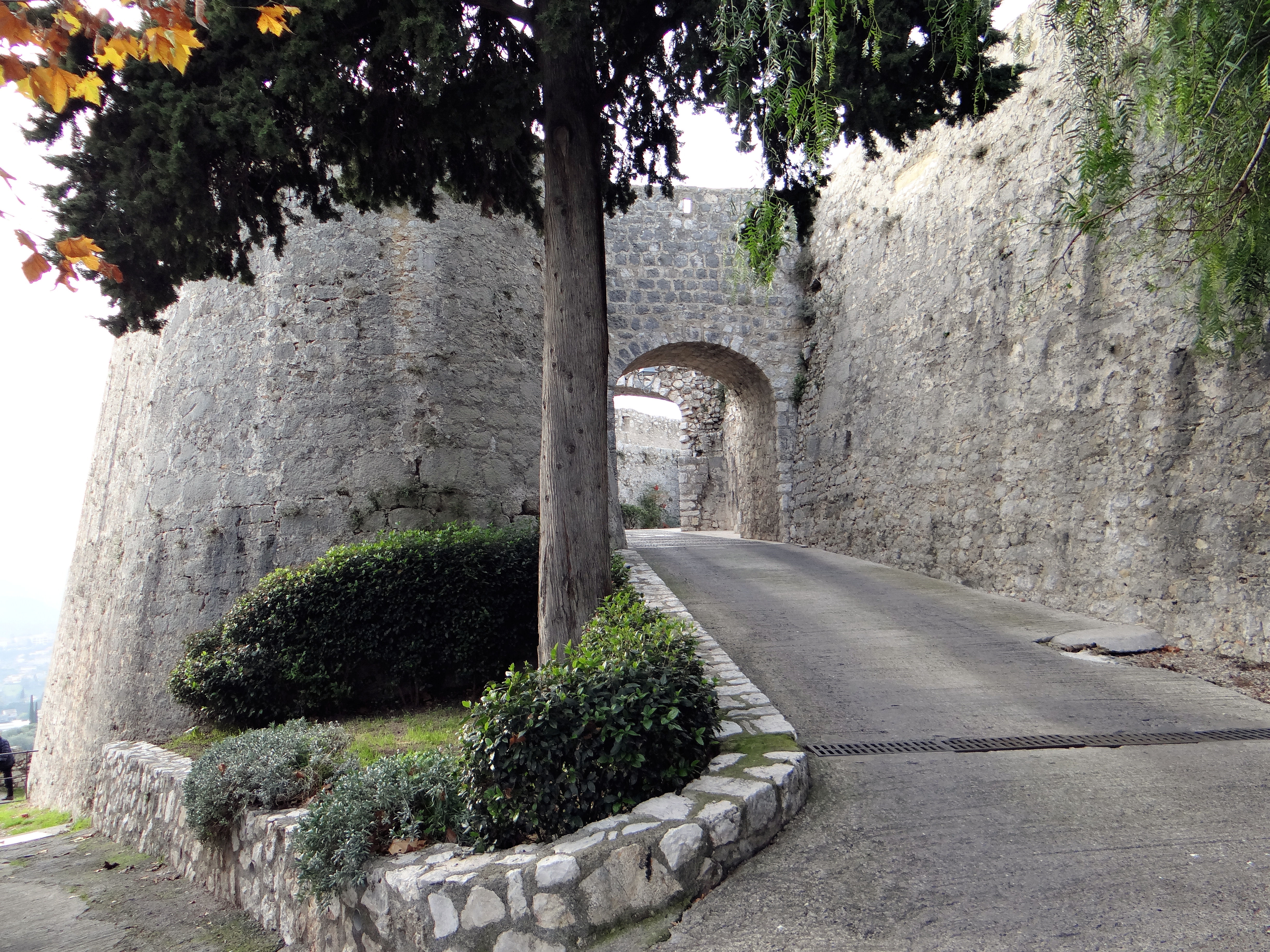
Bastion de Grignan ou sud-ouest avec la rampe réalisée en 1985
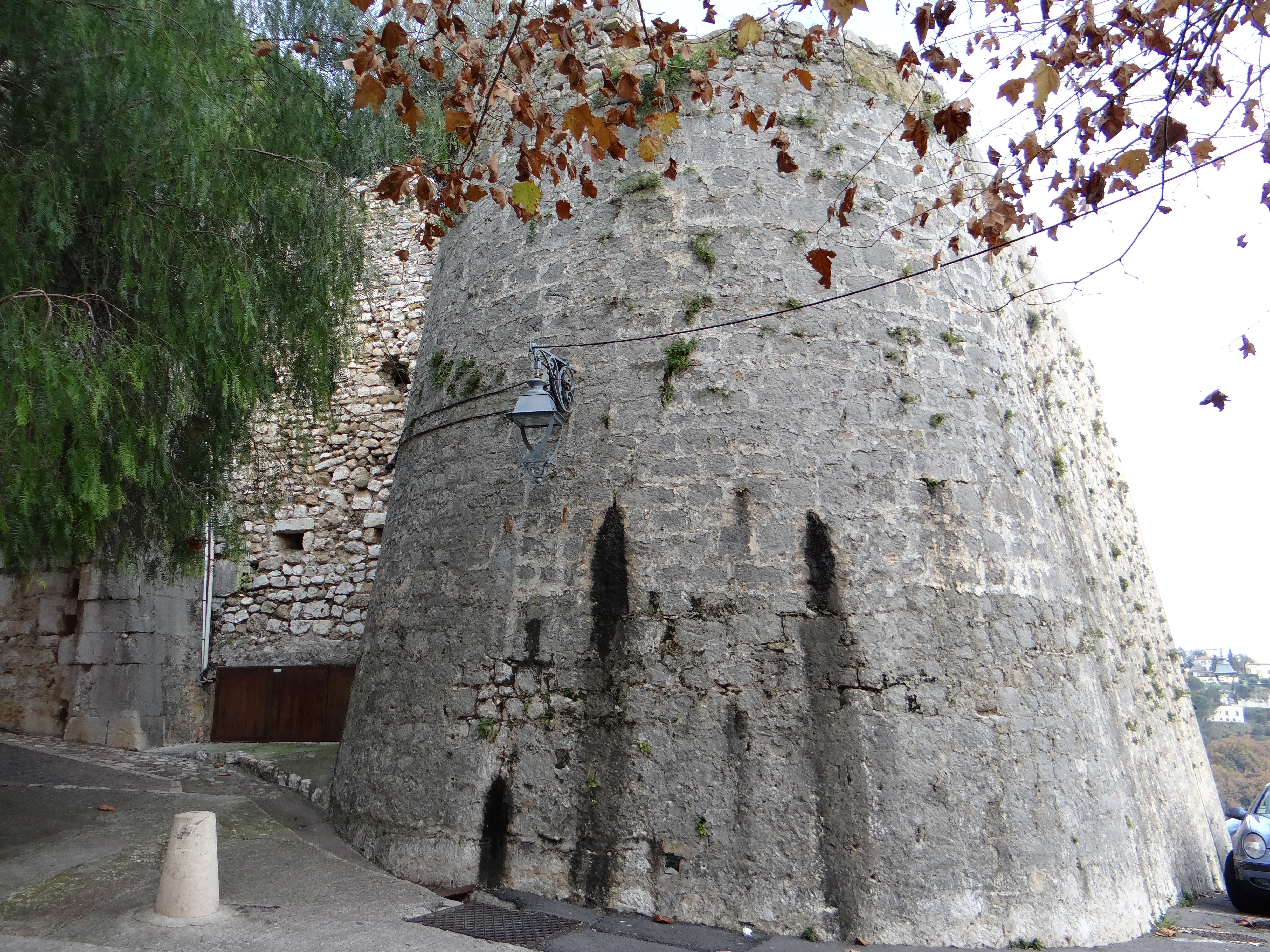
Bastion d'Annebault ou sud-est avec l'accès à la porte sud
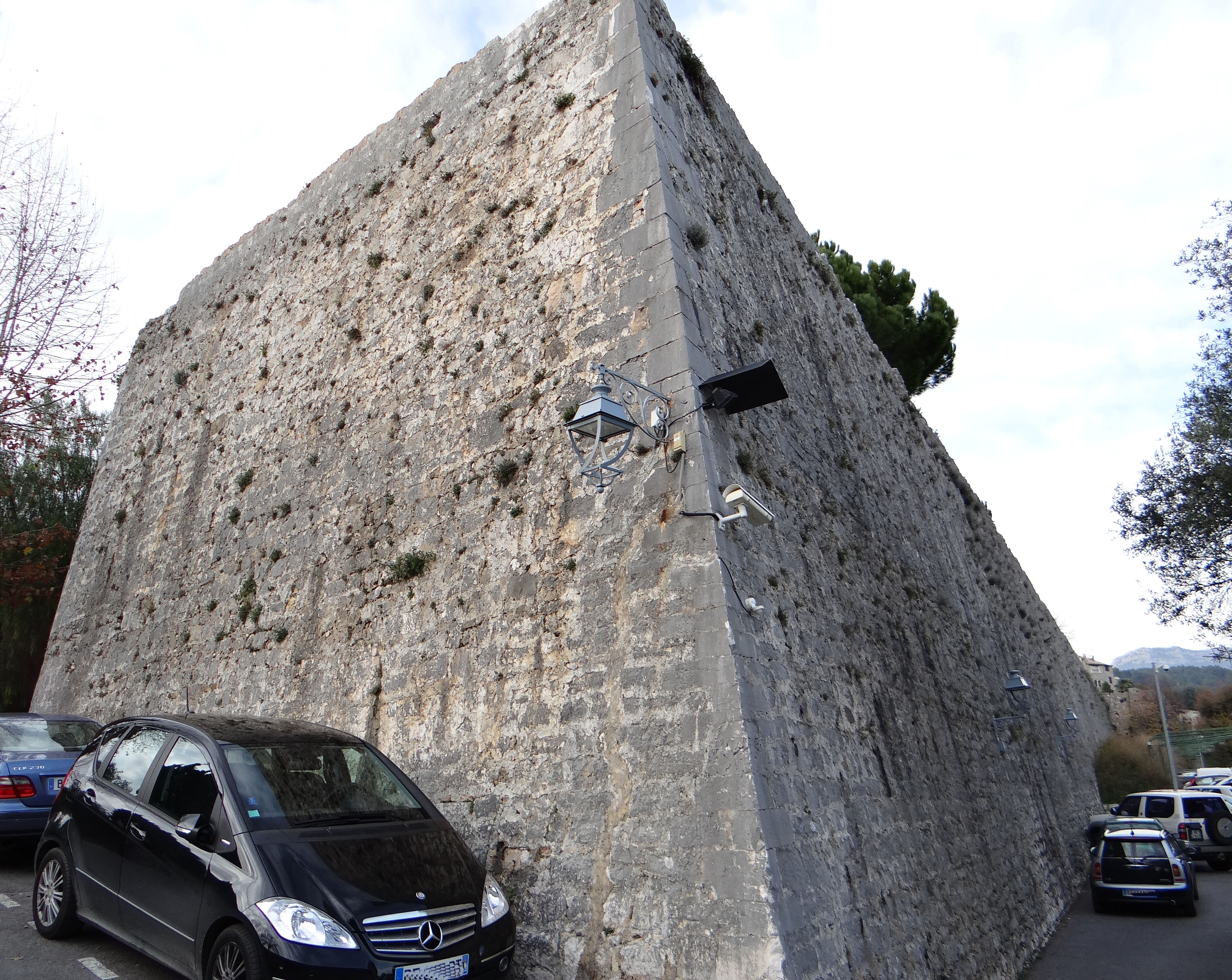
Front est vu à partir du bastion d'Annebault
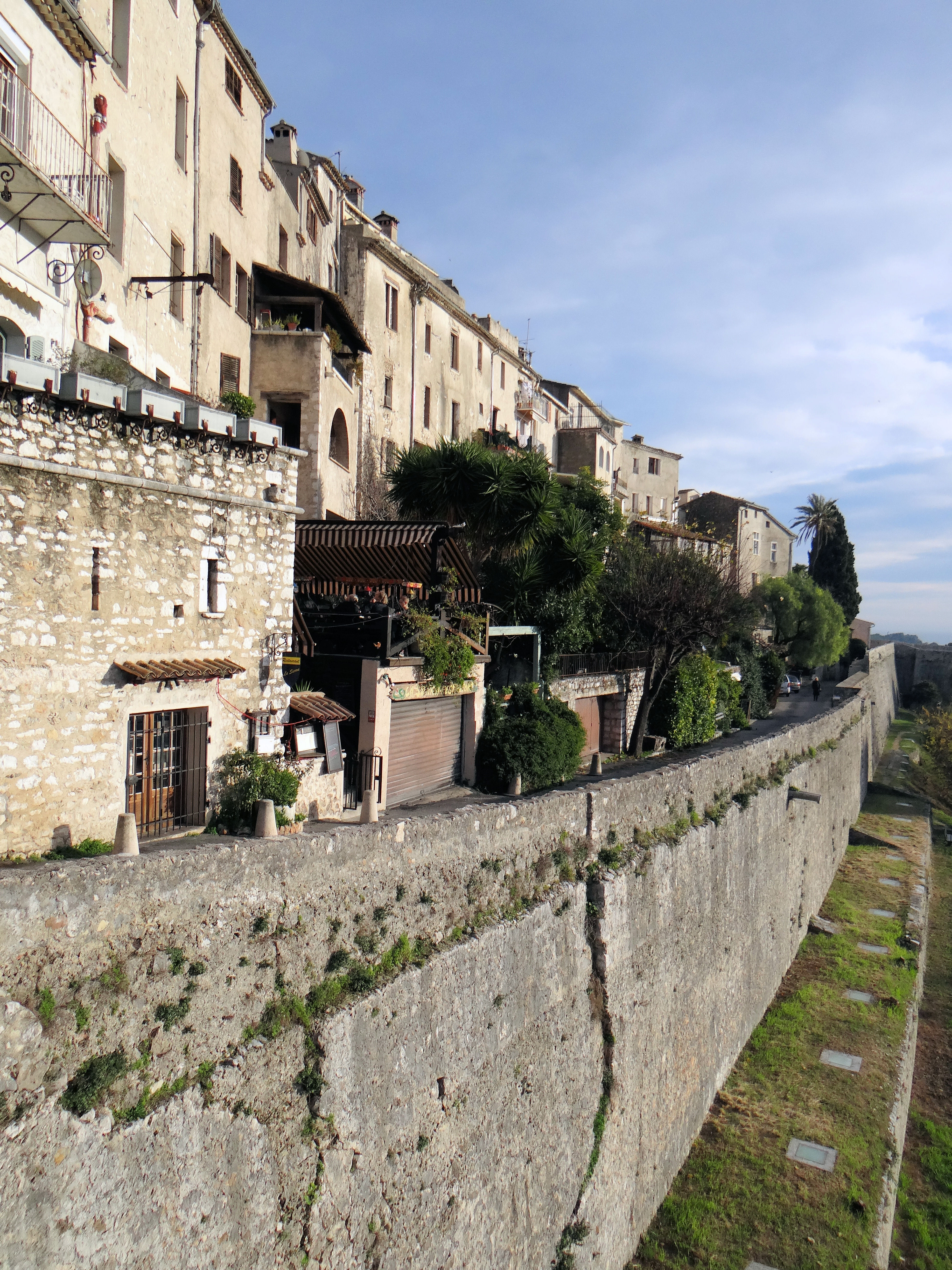
Front ouest